# Jean-Pierre Boyer (Kardinal)

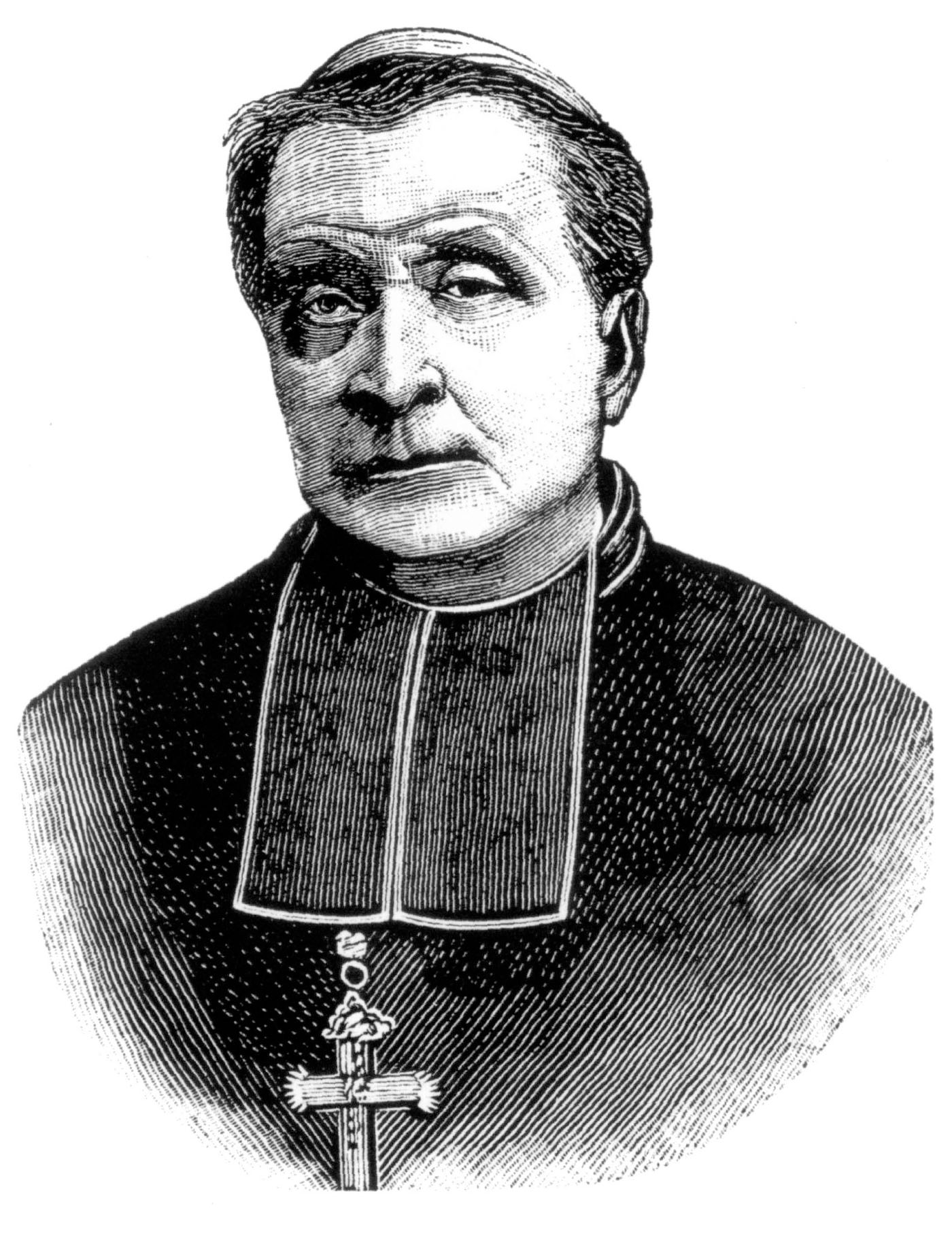
Jean-Pierre Kardinal Boyer

Jean-Pierre Boyer (* 27. Juli 1827 in Paray-le-Monial; † 16. Dezember 1896 in Bourges) war französischer Erzbischof und  Kardinal der Römischen Kirche.

## Werdegang
Boyer besuchte das Seminar von Autun. Nach seiner Priesterweihe am 23. Dezember 1854 war er Pfarrvikar in der Diözese Autun und in der Erzdiözese Aix, Seelsorger, Sekretär des Erzbischofs und Professor für Dogmatik und Dekan der theologischen Fakultät.
Papst Leo XIII. ernannte ihn am 12. Juni 1878 zum Titularbischof von Evaria und Koadjutor von Clermont mit dem Recht der Nachfolge. Der Erzbischof von Aix, Théodore-Augustin Forcade M.E.P., spendete ihm am 24. August desselben Jahres in der Kathedrale von Aix-en-Provence die Bischofsweihe; Mitkonsekratoren waren Marie-Julien Meirieu, Bischof von Digne, und Adolphe-Louis-Albert Perraud, Bischof von Autun. Nach dem Tod Louis-Charles Férons folgte er ihm am 24. Dezember 1879 als Bischof von Clermont nach.
Am 19. Januar 1893 wurde er zum Erzbischof von Bourges ernannt. Leo XIII. nahm Jean-Pierre Boyer im Konsistorium vom 29. November 1895 in das Kardinalskollegium auf, worauf dieser am 25. Juni 1896 als Kardinalpriester die Titelkirche Santissima Trinità al Monte Pincio erhielt.
Im selben Jahr starb Kardinal Boyer, sein Leichnam wurde in der Kathedrale von Bourges aufgebahrt und dort beigesetzt.